# Moutarde de Dijon
Pour les articles homonymes, voir Moutarde et Dijon (homonymie).
La moutarde de Dijon est une moutarde traditionnelle de la cuisine française, originaire de la ville de Dijon en Bourgogne. Contrairement à la moutarde de Bourgogne (IGP), elle ne bénéficie pas d'AOC.

## Caractéristiques

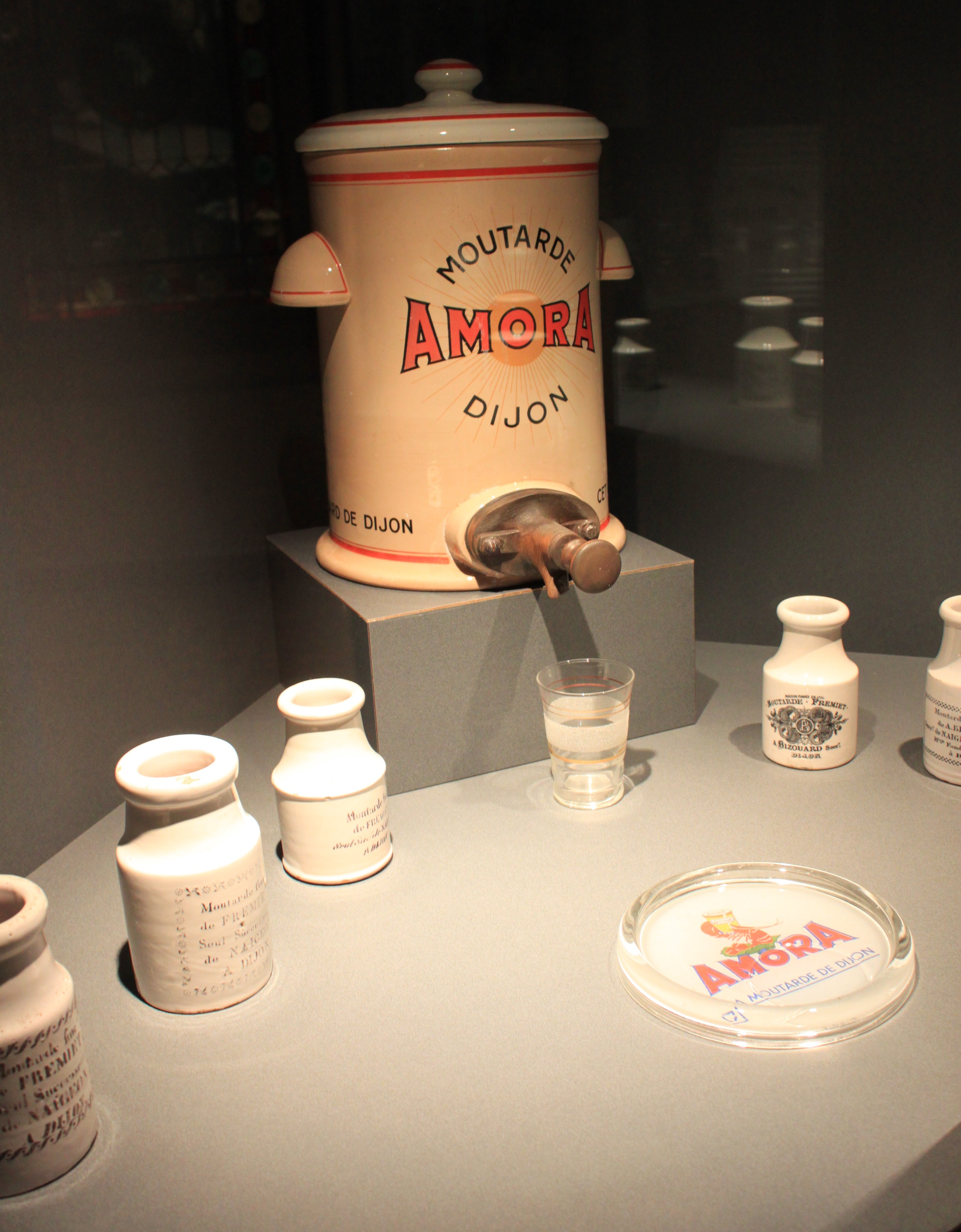
Ancien pot de moutarde de Dijon, du musée de la vie bourguignonne Perrin de Puycousin de Dijon.

Cette moutarde forte est historiquement fabriquée en plusieurs variétés, par divers maîtres moutardiers de moutarderies de Dijon, depuis environ le XIIIe siècle, à partir de graines de moutarde brune (Brassica juncea) et noire (Brassica nigra), de vinaigre de vin, de sel et d'acide citrique (initialement du verjus du vignoble de Bourgogne) qui intervient principalement dans le piquant de la moutarde. Elle est vendue dans divers épiceries traditionnelles de Dijon, et en grande distribution dans le monde entier. 
Les graines de moutarde utilisées dans la fabrication de la moutarde de Dijon proviennent de Bourgogne pour une faible part, du Canada à 80 % et des pays de l'Est,.
Elle est un des ingrédients du poulet Gaston Gérard ou du bœuf Stroganov, et peut accompagner de nombreuses viandes, telles que bœuf bourguignon, potée bourguignonne, potées, pot-au-feu, ragoûts, steak frites... Elle peut également entrer dans la composition de la sauce mayonnaise pour lui donner plus de goût ou pour l'aider « à prendre » par émulsion.
Contrairement à l'IGP de la moutarde de Bourgogne, l'appellation « Moutarde de Dijon » n'est pas une appellation d'origine contrôlée, si bien que le terme n'est pas juridiquement protégé. Elle correspond à une méthode de fabrication et un genre de moutarde plutôt qu'à un produit dont la provenance et les ingrédients sont liés à un terroir. Un décret de 1937 désigne la « moutarde de Dijon » comme un terme générique. Elle n'est pas le résultat d'un processus traditionnel et local, et ne tire pas sa qualité de l'emploi de produits dont la valeur réside dans un terroir d'origine. 
La moutarde de Dijon est mise en valeur en particulier par la cité internationale de la gastronomie et du vin de Dijon, ville doublement inscrite au patrimoine mondial de l’UNESCO pour le « repas gastronomique des Français » (2010) et pour ses « climats du vignoble de Bourgogne » (2015).

Quelques pots anciens de faïence traditionnels de moutarde de Dijon
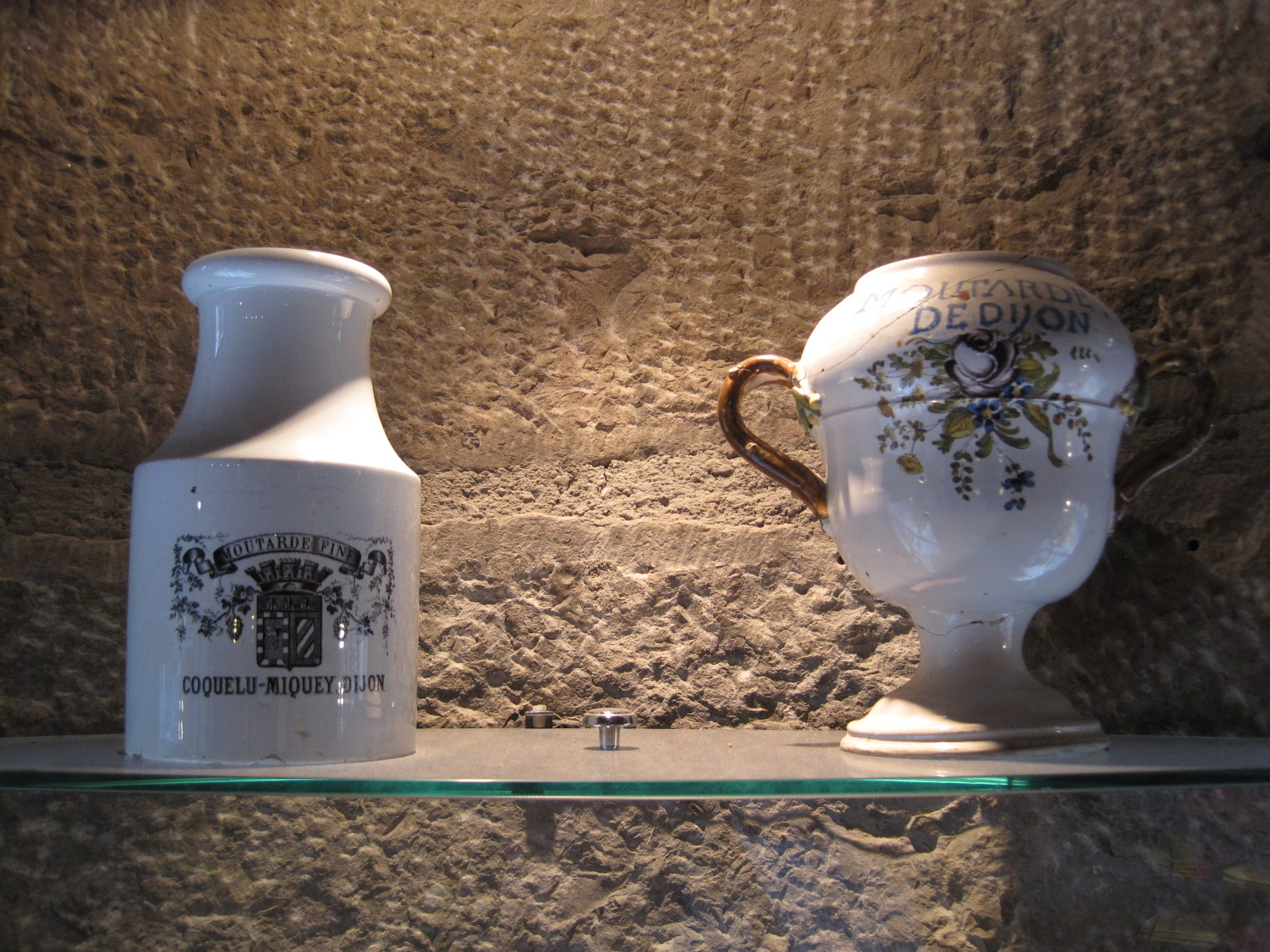
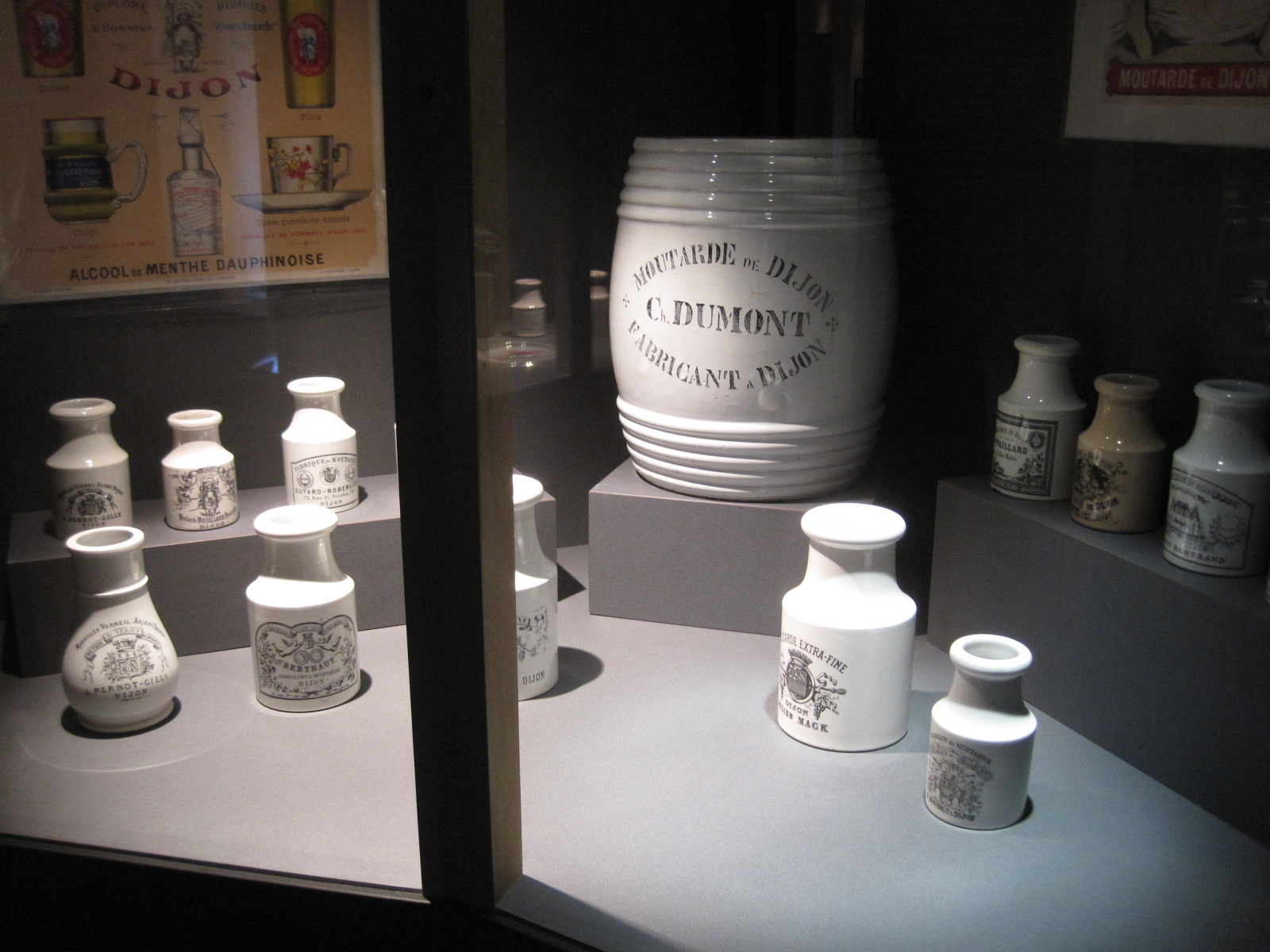
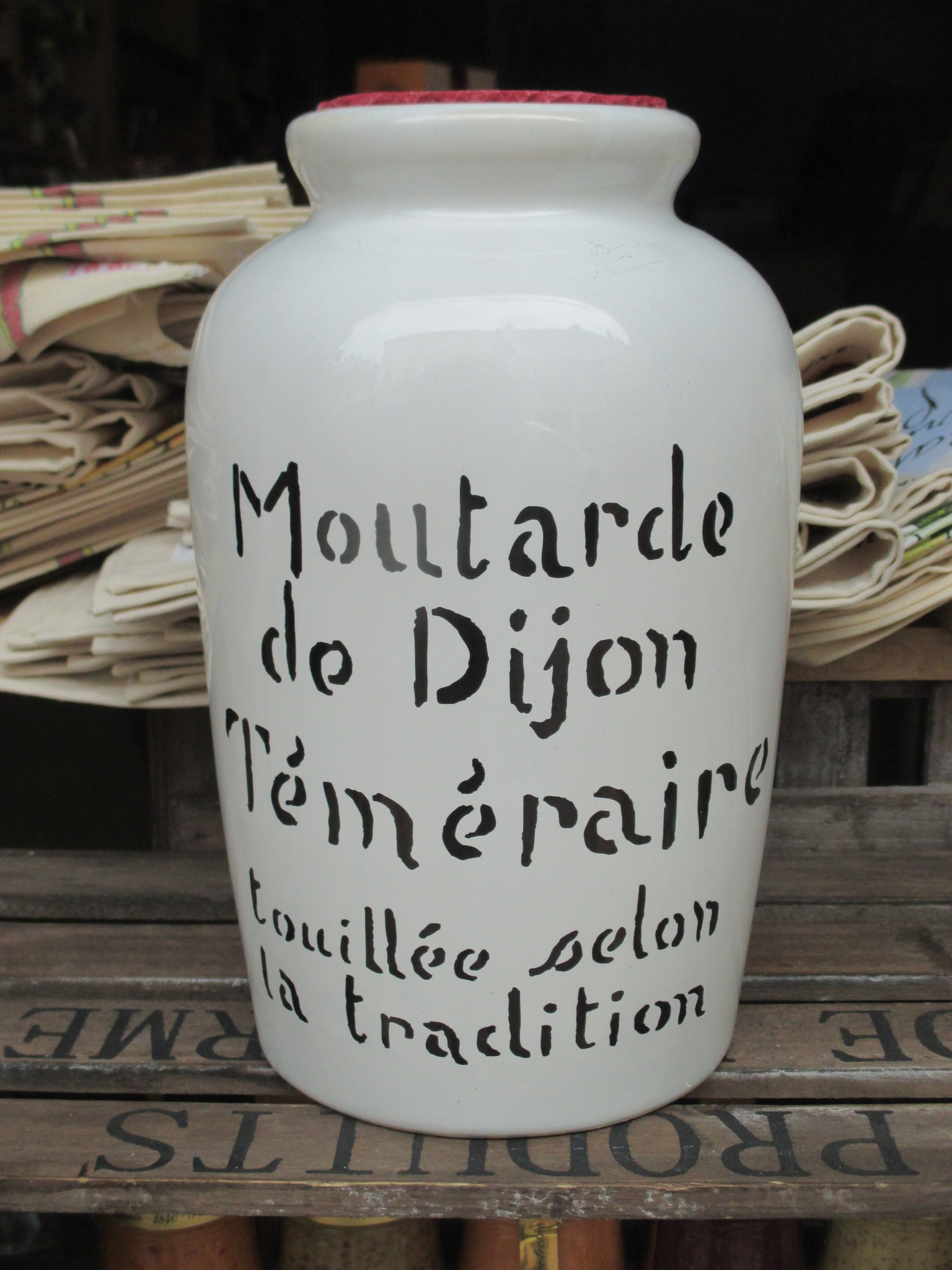
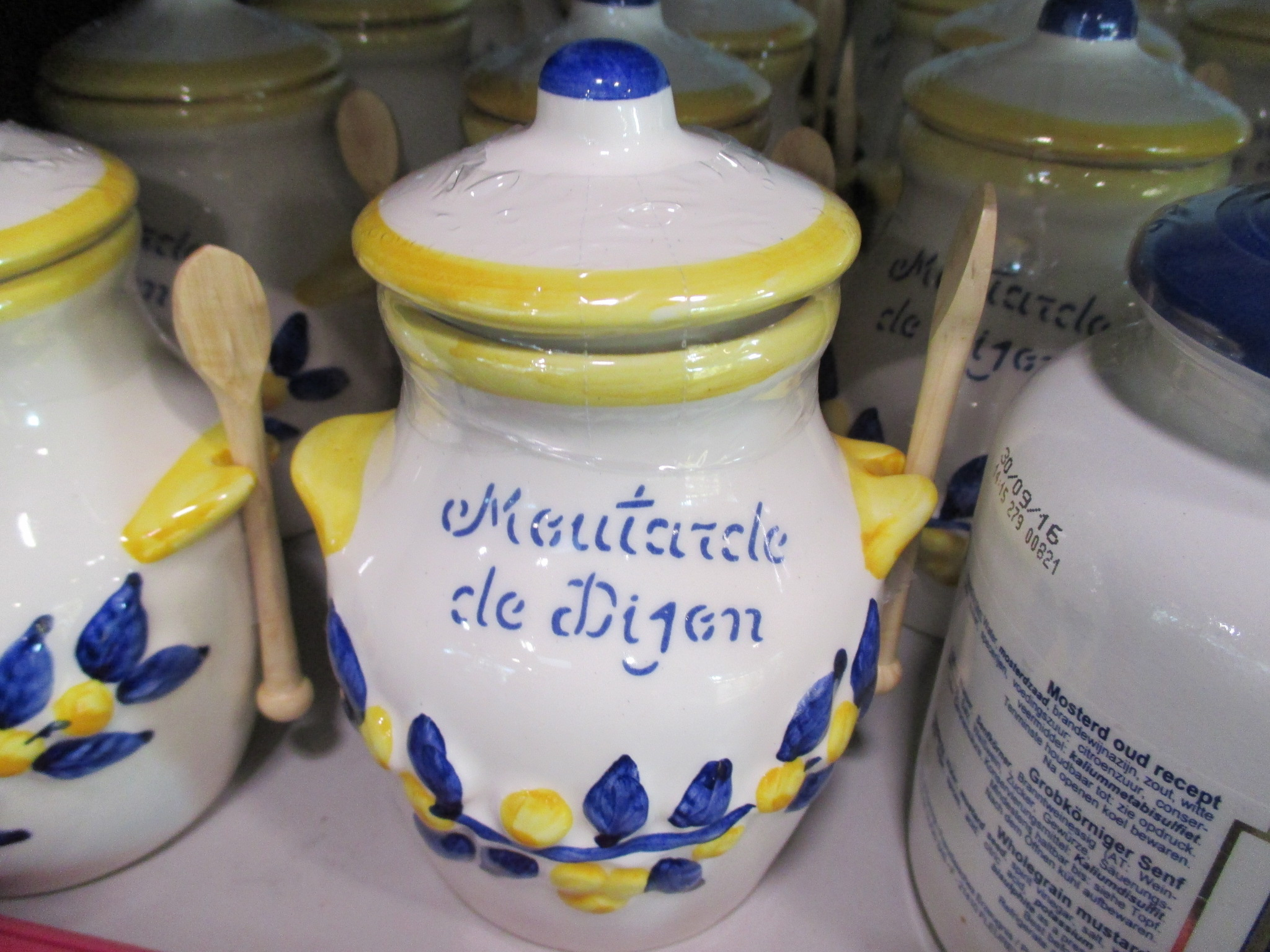
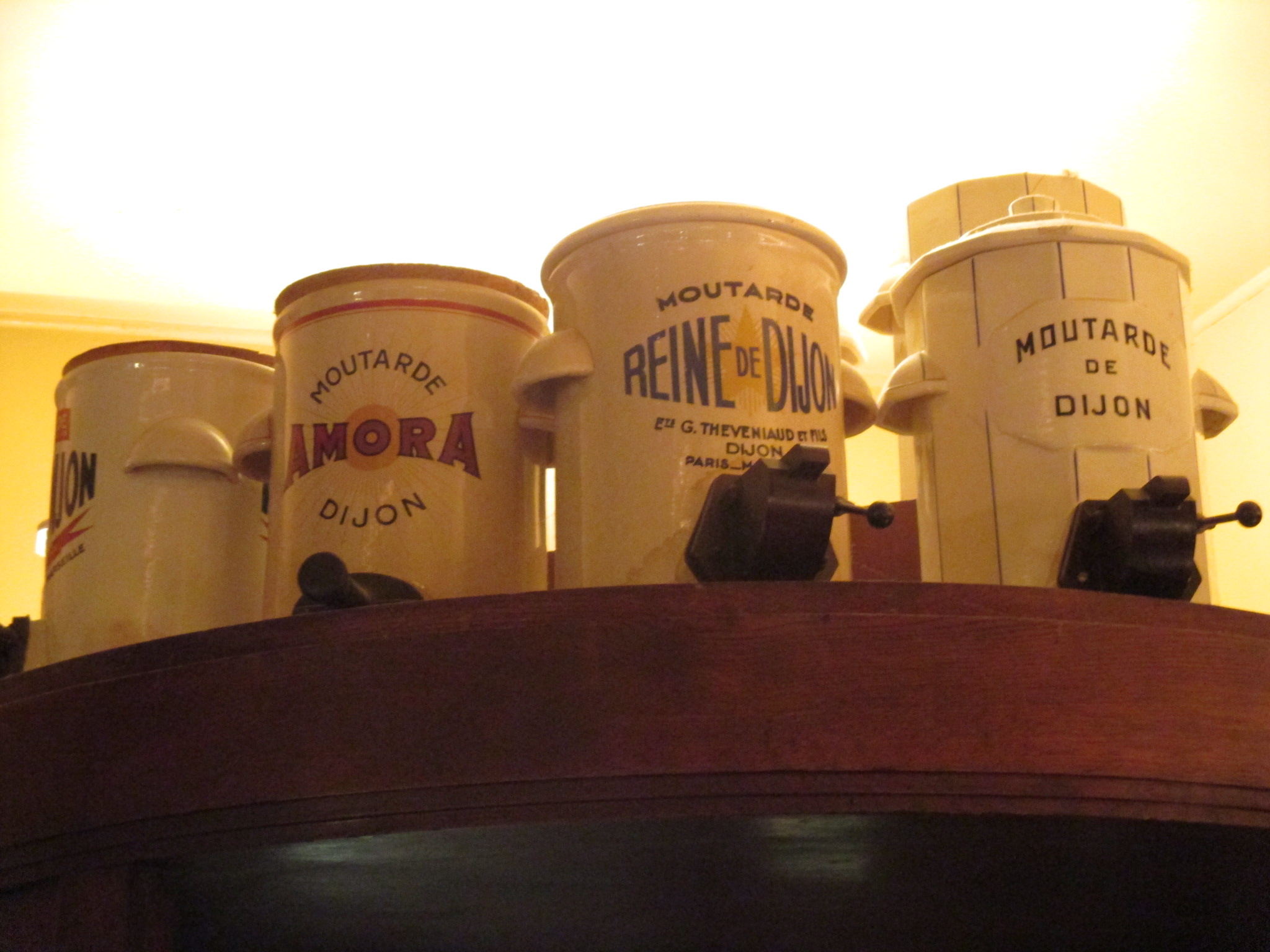

## Confrérie de la moutarde de Dijon
La Confrérie de la moutarde de Dijon est créée en 1996, avec des dignitaires en habits du Moyen Âge de couleur jaune moutarde, pour assurer la promotion, la fabrication et la dégustation des moutardes de Dijon et de Bourgogne.

## Anecdotes
- 2008 : le groupe anglo-néerlandais Unilever (à la tête de plusieurs usines de moutarde en Europe) a transféré, le 15 juillet 2009, son usine dijonnaise historique Amora Maille de fabrication et conditionnement sur le site voisin de Chevigny-Saint-Sauveur de Dijon Métropole[8].
- 2009 : le président américain Barack Obama a émis le souhait auprès du cuisinier de l'avion Air Force One de goûter de la moutarde de Dijon[9]. À la suite de cette demande, la ville de Dijon lui a envoyé un colis contenant différents types de moutarde de l'entreprise Amora Maille[10].
- Cette moutarde a inspiré le rappeur et disc-jockey américain Mustard à porter ce nom, son prénom étant Dijon.